# Luka Zahović
Luka Zahovič (Guimarães, 1995. november 15. –) szlovén labdarúgó, a lengyel Pogoń Szczecin csatárja. Édesapja a korábbi szlovén válogatott labdarúgó, Zlatko Zahovič.

## Pályafutása
Zahovič a portugál Benfica és a szlovén Maribor akadémiáján nevelkedett, utóbbi csapatban 2013-ban mutatkozott be a felnőttek között. Luka tehetségére 2015-ben a holland Heerenveen is felfigyelt, amely szerződtette őt. 2017 óta ismét a Maribor játékosa.

## Sikerei, díjai
Maribor:
- Szlovén bajnokság: 2012–13, 2016–17